# Fleur Adcock
Fleur Kareen Adcock (ur. 10 lutego 1934 w Papakura, zm. 10 października 2024 w Londynie) – angielska poetka pochodzenia nowozelandzkiego.

## Życiorys
Urodzona w Papakura (dzielnicy Auckland) w Nowej Zelandii, jako dziecko przeniosła się z rodziną do Anglii, gdzie odebrała podstawowe wykształcenie. Studia w zakresie filologii klasycznej kontynuowała w nowozelandzkim Wellington. Następnie pracowała w bibliotece University of Otago. W 1963 roku ponownie wyjechała do Anglii, gdzie podjęła pracę bibliotekarki w londyńskim Foreign and Commonwealth Office. Oprócz krótkiego okresu spędzonego w Nowej Zelandii w latach 1975–1976, cały czas mieszkała w Anglii. W 1996 została odznaczona Orderem Imperium Brytyjskiego. W 2006 zdobyła jedną z najważniejszych brytyjskich nagród poetyckich, Queen's Gold Medal for Poetry.
Wydała trzynaście tomików poezji. Jej twórczość dotyczy miejsc i spraw codziennych. Pierwsze tomy wykazywały w kwestii formy wpływy klasyczne, jednak późniejsze utwory cechuje luźniejsza struktura i tematyka – posługiwała się w nich często niedopowiedzeniem, ironią i makabreską, poruszała tematykę płci, tożsamości narodowej, emigracji, ekologii i historii, dokonuje wnikliwych obserwacji społeczno-obyczajowych. Oprócz poezji zajmowała się opracowaniem antologii współczesnej poezji kobiecej oraz leksykonu współczesnych poetów nowozelandzkich, a także przekładami z rumuńskiego i łaciny.

## Dzieła
Poezje:
- The Eye of the Hurricane, 1964
- Tigers, 1967
- High Tide in the Garden, 1971
- The Scenic Route, 1974
- Below Loughrigg, 1979
- The Inner Harbour, 1979
- Hotspur, 1986
- The Incident Book, 1986
- Meeting the Comet, 1988
- Time Zones, 1991
- Looking Back, 1997
- Poems 1960–2000, 2000
- Dragon Talk, 2010